# Giovanni I di Napoli (duca)
Giovanni I di Napoli (fl. VIII secolo) fu duca di Napoli dal settembre 711 sino alla propria morte, avvenuta probabilmente nel 719.

## Biografia
Il periodo del suo ducato è narrato nel Chronicon ducum et principum Beneventi, Salerni, et Capuae et ducum Neapolis, uno scritto redatto all'inizio del X secolo.
Dei primi anni del ducato di Giovanni, succeduto a Cesario II, non si sa molto e notizie più precise si cominciano ad avere nel periodo storico che coincide con l'avvicinamento dei Longobardi che avevano prima conquistato città come Sora, Aquino, Arce ed Arpino per minacciare da vicino il Ducato di Napoli, avendo nelle mire la città di Cuma.
Nel 716, durante la pestilenza che colpì Napoli, Romualdo II di Benevento occupò il castello di Cuma, provocando la reazione del Papa Gregorio II che gli ordinò di rientrare sulle sue decisioni ed offrendogli in cambio adeguato compenso economico (70 libbre d'oro).
Dopo il rifiuto di Romualdo, Giovanni I fu spinto dal papa a muovere battaglia al rivale (717) e le sue armate furono benedette da un prete locale, Sergio, cui il duca promise il vescovato napoletano, alla morte del vescovo in carica, Lorenzo;
La battaglia, in cui rimasero uccisi circa 300 Longobardi incluso il gastaldo e altri 500 furono fatti prigionieri, fu vittoriosa e la città di Cuma fu così riconquistata.
Nonostante l'aiuto economico e la benedizione all'impresa garantiti del papa, non sembra che Cuma fosse divenuta in quel momento feudo papale, nonostante le successive rivendicazioni.